# Thaumasiochaeta incaica
Thaumasiochaeta incaica är en tvåvingeart som först beskrevs av Stein 1911.  Thaumasiochaeta incaica ingår i släktet Thaumasiochaeta och familjen husflugor.
Artens utbredningsområde är Bolivia. Inga underarter finns listade i Catalogue of Life.